# Switched-on Bach
Switched-on Bach este un album muzical al lui Wendy Carlos și Benjamin Folkman, produs de Carlos și Rachel Elkind și lansat în 1968 prin CBS Records. A jucat un rol important în popularizarea muzicii clasice realizate cu sintetizatoare crescând totodată interesul lumii pentru muzica electronică dar mai ales pentru Moog sintetizator.
Switched-on Bach a fost unul din primele albume clasice care s-au vândut în 500.000 de copii câștigând disc de platină. Albumul a intrat în Top 40 Billboard la 1 martie 1969 iar în scurt timp a intrat în primele 10 locuri. A stat în Top 40 pentru 17 săptămâni iar în Top 200 pentru mai mult de un an. La Premiile Grammy din 1970, albumul a câștigat trei premii.

## Tracklist
1. "Sinfonia la Cantata No. 29" (3:20)
2. "Air on G String (din Suita Orchestrală No. 3)" (2:27)
3. "Two-Part Invention in F Major" (0:40)
4. "Two-Part Invention in B Flat Major" (1:30)
5. "Two-Part Invention in D Minor" (0:55)
6. "Jesu, Joy of Man's Desiring (din Cantata No. 147)" (2:56)
7. "Preludiul și Fuga No. 7 în E Flat Major (din Clavecinul bine temperat)" (7:07)
8. "Preludiul și Fuga No. 2 în C Minor (din Clavecinul bine temperat)" (2:43)
9. "Preludiul Coral" "Wachet Auf" (3:37)
10. "Concertul brandenburgic No. 3 în G Major - Allegro" (6:35)
11. "Concertul brandenburgic No. 3 în G Major - Adagio" (2:50)
12. "Concertul brandenburgic No. 3 în G Major - Allegro" (5:05)

- Compus de Johann Sebastian Bach